# Neuroxena auremaculatus
Neuroxena auremaculatus är en fjärilsart som beskrevs av Rothschild 1933. Neuroxena auremaculatus ingår i släktet Neuroxena och familjen björnspinnare. Inga underarter finns listade i Catalogue of Life.